# Charles Marty-Laveaux
Charles Marty-Laveaux (* 13. April 1823 in Paris; † 11. Juli 1899 in Vitry-sur-Seine) war ein französischer Romanist und Herausgeber.

## Leben und Werk
Marty-Laveaux war Absolvent  der École nationale des chartes (1849), Bibliothekar der Bibliothèque nationale de France (1850–1862), Sekretär und Lehrer an der École des chartes (1868–1872) und schließlich  forschender Homme de lettres. Ab 1885 war er Vorsitzender der Société des anciens textes français.

Marty-Laveaux war der Enkel von Jean-Charles Laveaux.

## Werke

### Autor
- (Bearbeiter) Jean-Charles Laveaux,  Dictionnaire raisonné des difficultés grammaticales et littéraires de la langue française, 3. Auflage, Paris 1847, 1873, Paris 1972
- Cours historique de la langue française, Paris 1872-1874-1875
- La Langue de la Pléiade, 2 Bde., Paris 1896–1898, Paris 1973
- Études de langue française (XVIe et XVIIe siècles), Paris 1901, Genf 1968, Paris 1973

### Herausgeber
- Oeuvres complètes de La Fontaine, 5 Bde., Paris 1857–1877, Nendeln 1979
- Oeuvres de Pierre Corneille, 12 Bde., Paris 1862–1868
- Cahiers de remarques sur l'orthographe françoise pour estre examinez par chacun de Messieurs de l'Académie, Paris 1863, Genf 1967
- Oeuvres françoises de Joachim Du Bellay, 2 Bde., Paris 1866–1867
- Les Oeuvres et meslanges poétiques d'Estienne Jodelle, sieur du Lymodin, 2 Bde., Paris 1868–1870; Œuvres poétiques d'Etienne Jodelle, Paris 1878, Genf 1966
- Les Oeuvres de Maistre François Rabelais, 6 Bde., Paris 1868–1903
- Oeuvres poétiques de Jean Dorat.  Les Oeuvres poétiques de Pontus de Tyard  Seigneur de Bissy, Paris 1875, Genf 1974
- Oeuvres poétiques de Remy Belleau, 2 Bde., Paris 1878, Genf 1974
- Euvres en rime de Jan Antoine de Baïf, secrétaire de le chambre du Roy,  5 Bde., Paris 1881–1890, Genf 1966
- Oeuvres de Pierre de Ronsard, 6 Bde., Paris 1887–1893